# Bulgaria durante el periodo de entreguerras

Bulgaria durante el periodo de entreguerras, con los territorios perdidos en el Tratado de Neuilly-sur-Seine que puso fin a la Primera Guerra Mundial.

El periodo de entreguerras en Bulgaria fue una etapa de la historia de dicho país que duró desde el armisticio de septiembre de 1918 que puso fin a la participación del país en la Primera Guerra Mundial hasta la entrada del país en la Segunda Guerra Mundial en la primavera boreal de 1941.
A pesar de ser la sociedad más igualitaria en términos de propiedad de la Europa oriental del momento, de ser además la que permitía mayor ascenso en la escala social y de no contar con grandes minorías culturales, el país sufrió durante el periodo de entreguerras una violencia crónica y el auge de movimientos extremistas de izquierda y derecha. La mayoría de la violencia se debió a la gran comunidad de búlgaromacedonios irredentistas instalados en el país, aunque los anarquistas y comunistas también contribuyeron ocasionalmente a la misma. La política nacional era turbulenta, con un miríada de partidos fundados no por diferencias ideológicas, sino como base para las carreras políticas de sus dirigentes.
La política búlgara de entreguerras se puede dividir en diversos periodos: uno primero de amplias reformas durante el gobierno de la Unión Nacional Agraria Búlgara que duró desde el final de la guerra hasta el golpe de Estado de 1923, seguido de otro de los sucesivos Gobiernos de los golpistas hasta la agudización de la Gran Depresión, que llevó al poder a una nueva coalición de partidos reformistas en 1931; estos se mantuvieron en el poder hasta el nuevo golpe de Estado de Zveno, que tomó el poder durante apenas un año antes de que el monarca del periodo, Boris III, tomase el poder, que conservó en la práctica hasta el final del mismo y el comienzo de la Segunda Guerra Mundial.

## Antecedentes
La derrota militar, debida en parte a las deserciones del Ejército, al cansancio por la guerra y a las enormes privaciones de la retaguardia se formalizó en el armisticio del 29 de septiembre de 1918. Pocos días después, el 4 de octubre, el rey Fernando I de Bulgaria, desprestigiado por las sucesivas derrotas militares de 1913 y 1918, abdicó en su hijo Boris y partió al exilio.
Pese a los cambios políticos, los desórdenes continuaron: se produjo una rebelión militar en Radomir temida por el Gobierno, que se apresuró a liberar al popular político agrario Alejandro Stamboliski, que se había opuesto a la guerra. El Gobierno de Malinov, que había sucedido a Vasil Radoslavov en junio, fue incapaz de gobernar o de paliar la terrible situación alimentaria, sosteniéndose únicamente por el temor de una posible invasión serbia o griega. Ante la ocupación rumana de la Dobruya meridional, que contravenía el armisticio de septiembre, Malinov dimitió el 28 de noviembre de 1918 y dio paso a una coalición presidida por Teodor Teodorov.

## La posguerra

### Negociaciones de paz

El territorio búlgaro entre 1919 (Tratado de Neuilly-sur-Seine) y 1940 (Acuerdos de Craiova).

Tras las pérdidas territoriales sufridas por la derrota en la segunda guerra balcánica, el nuevo fracaso en la guerra mundial supuso la necesidad de ceder la Dobruya meridional, el «granero» del país, a Rumanía, ciertos enclaves estratégicos a Yugoslavia y Tracia occidental, rica en tabaco y acceso búlgaro al Egeo, a Grecia. El país pasó de tener una extensión de 111 836 km² a 103 836 km². A pesar de la ira de los nacionalistas por la pérdida de Macedonia, que consideraban territorio búlgaro, fueron en realidad las de la Dobruya y Tracia las que tuvieron un impacto mayor en la economía del país. Las pérdidas territoriales convirtieron en cualquier caso a Bulgaria en uno de los países revisionistas y opuestos al sistema político surgido de la Conferencia de Paz de París. El tratado de paz estipulaba también la obligación de pagar indemnizaciones de guerra, tanto en divisas como en ganado. Restringía además el tamaño del Ejército y de la Policía búlgaros.
El primer pago de las compensaciones se pospuso de 1921 a 1923, pero aun así el Gobierno de Sofía se negó a realizarlo, alegando que era incapaz de hacerlo. La comisión aliada encargada de vigilar los pagos concedió entonces permiso a los países vecinos para ocupar los puestos aduaneros búlgaros y las minas de Pernik pero, ante la renuencia de Yugoslavia a participar para no frustrar la reciente mejora de relaciones entre los dos países, ninguno actuó. Comenzaron entonces unas negociaciones que en marzo de 1923 dieron lugar a un nuevo acuerdo de pagos que alivió grandemente la situación búlgara: las liquidaciones pasaron a escalonarse a lo largo de sesenta años (hasta 1983), divididas en dos fases. El primer abono se redujo de ciento cinco millones a únicamente cinco y, para cuando se abandonó el pago de indemnizaciones de guerra en 1932, Bulgaria únicamente había desembolsado setenta millones de francos en vez de los dos mil doscientos cincuenta acordados. Incluso con el nuevo acuerdo, los pagos suponían casi un cuarto del presupuesto anual del Estado.

### La situación del país
El país se hallaba agotado por la guerra: la producción de cereales apenas alcanzaba el 47 % de la cosecha obtenida en vísperas de la contienda, se había perdido un tercio de la cabaña ganadera nacional, cerca del 40 % de la población masculina había sido reclutada en las Fuerzas Armadas, que habían sufrido enormes bajas, y las cesiones territoriales conllevaron la recepción de cientos de miles de refugiados a los que el Estado tenía que atender. El país había estado en guerra casi permanente desde 1912 y en los diversos conflictos había perdido a 155 000 combatientes  (más de un quinto de la población masculina de entre 20 y 50 años) y tenido más de 400 000 heridos (de ellos, 200 000 tullidos), además de las 150 000 víctimas civiles debidas a las diversas epidemias. Bulgaria había sido el país beligerante con la mayor proporción de su población masculina enrolada en las Fuerzas Armadas.
El descontento en el país había continuado creciendo pese al fin de los combates. La hambruna de la población solamente pudo evitarse por la enorme importación de trigo, la mayoría proveniente de los Estados Unidos. Esto no evitó, sin embargo, la gran inflación: en 1919 los precios de los alimentos se habían multiplicado por doce respecto de los de 1914; en enero de 1920, por veinticinco. La entrega de ganado como indemnización de guerra a los países vecinos también agudizó la crisis alimentaria y favoreció el alza de los precios. Esta afectó con especial dureza a las clases urbanas, que no podían procurarse alimentos más que con sus sueldos, muy reducidos por la inflación. Durante todo 1919, continuó y creció el enojo popular, que en julio produjo una enorme manifestación en la capital, reprimida con violencia por el ministro de Interior socialista, lo que favoreció a los comunistas en las elecciones de agosto. A finales de año, socialistas y comunistas, a menudo enfrentados, se unieron para convocar una huelga general, que acabó fracasando a comienzos de 1920 por la dura respuesta del Gobierno agrario de Alejandro Stamboliski, que movilizó al Ejército, la Policía y la «Guardia Naranja» de su partido contra los huelguistas, acosados por el gabinete.

## El Gobierno de la Unión Agraria

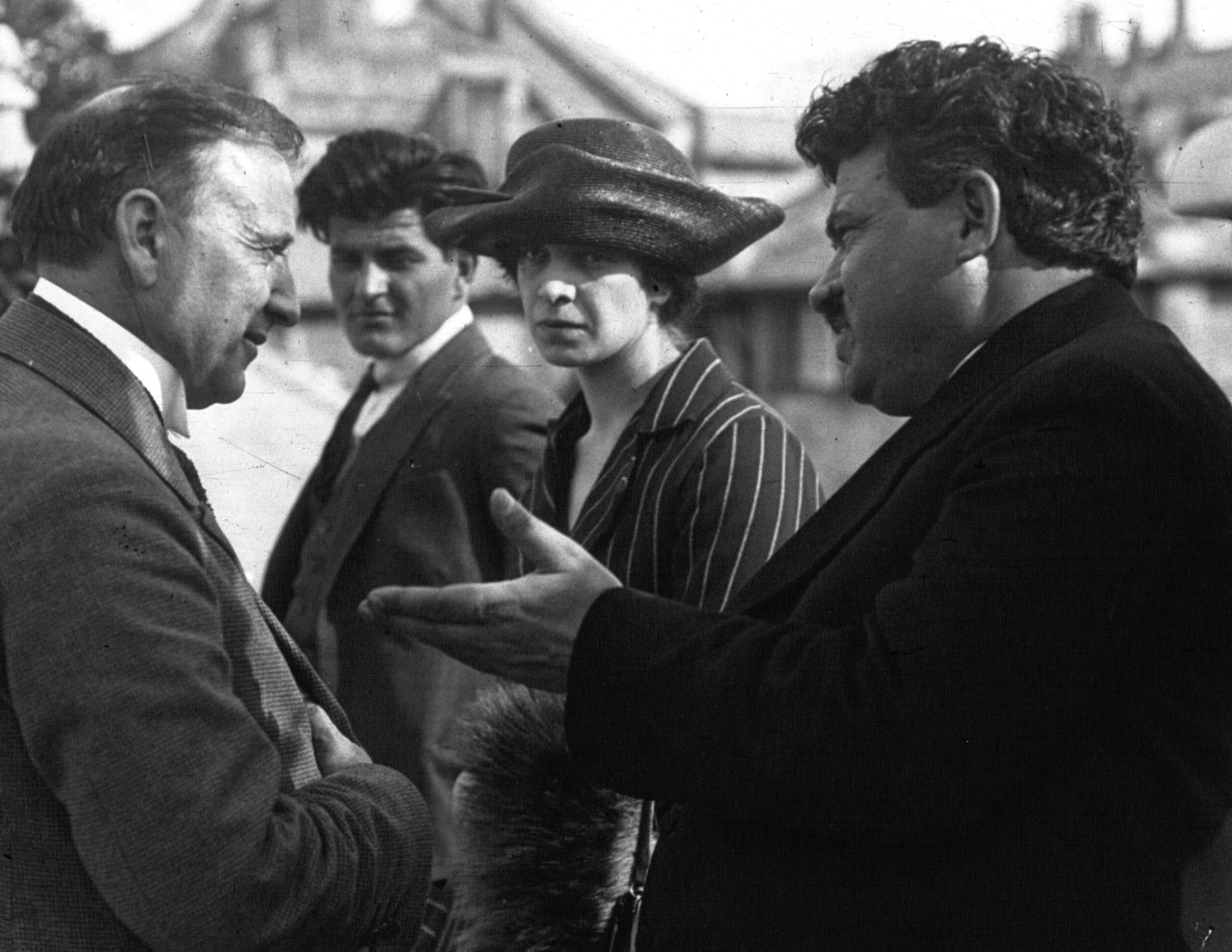
El dirigente comunista Christian Rakovski, izquierda, junto con el primer ministro agrario Alejandro Stamboliski en 1922. Las relaciones entre ambos partidos fueron malas a pesar de los intentos iniciales de Stamboliski de conseguir el apoyo de aquellos. Las posteriores persecuciones hicieron que los comunistas no se opusiesen al golpe de Estado contra él en 1923.

En las elecciones de agosto de 1919, los partidos de izquierda lograron la victoria: los agrarios obtuvieron el 31 % de los votos mientras que los comunistas lograron el 18 % y los socialistas el 13 %. Stamboliski pasó a presidir el nuevo Gobierno mientras participaba a la vez en las conversaciones de paz con los vencedores de la guerra mundial. Tras largas conversaciones en las que no consiguió convencer a los comunistas para formar un gabinete conjunto, Stamboliski había formado un Gobierno de coalición con dos pequeños partidos burgueses (los de Ivan Evstratiev Geshov y Stoyan Danev) en octubre.
Tras aplastar la huelga general de finales de 1919, Stamboliski convocó elecciones para marzo de 1920 con el objetivo de conseguir la mayoría absoluta pero, pese a lograr muy buen resultado (110 escaños de 229) y de intimidar a la oposición, los comunistas lo obtuvieron también (51 escaños) y decidió retirar las actas a ciertos diputados para alcanzar la mayoría que las urnas no le habían otorgado. En mayo formó un nuevo Gobierno, ya sin coaligarse con otras formaciones, que se sustentaba en la mayoría de cuatro diputados que había impuesto en el parlamento. Stamboliski comenzó entonces a aplicar su programa de reformas, centrado principalmente en la mejora de la vida del campesinado y que dejó en un segundo plano los problemas y asuntos urbanos. Importantes cambios tuvieron lugar durante el periodo de gobierno de Stamboliski:  se reformó el sistema impositivo implantándose un impuesto sobre la renta progresivo, se llevó a cabo una reforma agraria y una concentración parcelaria, se fomentaron las cooperativas y se mejoró la educación, especialmente en el campo. Se implantó además un servicio de trabajo obligatorio que se utilizó para realizar numerosas obras públicas. El acceso a los servicios legales se abarató. El programa pacifista y favorable al entendimiento con las naciones vecinas de la Unión hizo que Stamboliski redujese con entusiasmo el Ejército, que no llegó a tener ni siquiera la cantidad de hombres permitida por el tratado de paz y pasó a depender de autoridades civiles.
| Elecciones del 17 de agosto de 1919: el triunfo de los pacifistas                                                               |
| |
| Según Rothschild, p. 334. AG Agrarios (31 %) COM Comunistas (18,2 %) SOC Socialistas (12,8 %) PB 11 partidos burgueses (36,2 %) |

| Elecciones del 28 de marzo de 1920: el fracaso de Stamboliski                                                                    |
| |
| Según Rothschild, p. 335. AG Agrarios (38,2 %) COM Comunistas (20,2 %) SOC Socialistas (6,1 %) PB 12 partidos burgueses (34,5 %) |

| Elecciones del 22 de abril de 1923: la última victoria de Stamboliski                                                                                        |
| |
| Según Rothschild, p. 340. AG Agrarios (53 %) COM Comunistas (18,9 %) SOC Socialistas (2,6 %) BC Bloque Constitucional (15,5 %) NL Nacional-liberales (5,2 %) |

Por otra parte el Gobierno de Stamboliski también mostró importantes debilidades: el propio Stamboliski era autoritario, su partido no contaba con cuadros expertos y formados y muchos de sus miembros aprovecharon su control del gobierno para su propio beneficio, mostrándose tan corruptos como sus antecesores en el poder. Su odio de las ciudades y de algunas clases sociales y profesiones urbanas también le llevó a aplicar medidas discriminatorias o de intimidación. En septiembre de 1922, con la excusa de proteger de sus propios seguidores a ciertos destacados políticos de los partidos burgueses, estos fueron encerrados en prisión y, más tarde, acusados por haber participado en los Gobiernos de las guerras recientes; solamente fueron liberados en el verano de 1923 tras el golpe de Estado contra Stamboliski. En las elecciones de abril de 1923, los agrarios no dudaron en intimidar a la oposición y realizar arrestos para asegurarse la victoria, que obtuvieron (53 % de los votos frente al 18,9 % de los comunistas). Las medidas contra los terroristas macedonios fracasaron por el desinterés del Ejército en acabar con sus organizaciones.
En política internacional los agrarios trataron de cumplir el tratado de paz a la vez que buscaban concesiones de los vencedores. Stamboliski se mostró dispuesto a cumplir la cesión de Macedonia porque estaba convencido de que la evolución política de la región llevaría a la formación de una federación búlgaro-yugoslava, parte de una confederación de Estados agrarios mayor, que haría superfluo el enfrentamiento territorial. Esta visión, que trató de plasmar en su apoyo a la Internacional Campesina, hizo que rechazase el tradicional revisionismo e irredentismo de otras formaciones. Los seguidores de Stamboliski fomentaron la creación de la Internacional Agraria, de escasa actividad, y trataron de mejorar las relaciones con Yugoslavia. Las relaciones con Grecia no mejoraron, resultando imposible un acuerdo sobre Tracia: mientras Grecia ofrecía zonas libres de impuestos en diversos puertos, Bulgaria esperaba concesiones territoriales. Hacia la Unión Soviética mantuvo, a pesar de sus desavenencias con los comunistas búlgaros, una actitud correcta y cordial. Logró, sin embargo, que Bulgaria fuese la primera de las naciones derrotadas en la guerra mundial en ingresar en la Sociedad de Naciones.
La última victoria electoral en abril de 1923 envalentonó a Stamboliski, que intensificó sus acciones contra la oposición: en mayo alarmó a la monarquía con sus comentarios sobre la implantación de una república, ofendió a los militares remozando los mandos y convirtiendo a la Guardia Naranja en una fuerza semioficial, provocó a los macedonios prohibiendo algunas de sus organizaciones y a los comunistas arrestando a algunos de sus funcionarios provinciales.

### El golpe de Estado
El Gobierno de Stamboliski se había ganado la antipatía de importantes sectores de la sociedad búlgara. Los comunistas, que seguían considerando a su formación un partido burgués, habían sido perseguidos. Parte de la población urbana tampoco había apreciado las medidas de los agrarios: los abogados habían sido objeto de ciertas medidas que menoscababan su bienestar, los militares también habían salido malparados. Los partidos tradicionales eran cada vez más hostiles, convencidos de que pronto Stamboliski proclamaría una república campesina. El juicio de 34 de sus miembros, antiguos responsables gubernamentales, en noviembre de 1922 por su responsabilidad en las guerras anteriores, aumentó su descontento con el Gobierno agrario. Los extremistas macedonios condenaban el pacto con Yugoslavia para solucionar los incidentes fronterizos (el Tratado de Niš de marzo de 1923) y el desinterés de Stamboliski por la obtención de la región.  En 1923 los sectores descontentos, convencidos de la imposibilidad de deshacerse constitucionalmente de Stamboliski y habiendo fracasado su intento de emular a Mussolini con una «marcha sobre Sofía» en septiembre de 1922, se aliaron para acabar con Stamboliski y su Gobierno mediante un golpe de mano. En 1922 los partidos de centro y derecha habían formado la Alianza Nacional. El 9 de junio de 1923 un golpe de Estado acabó con el Gobierno agrario y pocos días después el propio Stamboliski, que se hallaba en su localidad natal, fue descubierto por miembros de la OIRM, torturado brutalmente y asesinado por los golpistas. El rey, que detestaba a Stamboliski, aceptó el golpe militar, aunque su participación es discutida. El Comintern condenó la postura pasiva de la dirección comunista búlgara, que había ordenado no colaborar con los agrarios para oponerse al golpe y ordenó realizar un levantamiento, que tuvo lugar en septiembre y resultó un fracaso total. El Partido Comunista quedó ilegalizado en abril de 1924, pero continuó funcionando a través de organizaciones afines, siendo el más importante de los Balcanes en la época.

## Los Gobiernos de la Alianza Democrática

### Moderación y terror
Tras la toma del poder, los confabulados crearon una nueva organización, la «Alianza Democrática», que unió formalmente a los miembros de la Alianza Nacional y de la Liga Militar. La nueva Alianza, poco cohesionada, quedó pronto dividida entre moderados, encabezados por Andréi Liapchev, y extremistas —partidarios de un gobierno más autoritario—, dirigidos principalmente por el profesor de economía Alejandro Tsankov, que presidió el nuevo Gobierno. Este incluía a todas las formaciones salvo a los agrarios y a los comunistas. La década posterior al golpe de 1923 se caracterizó por los desórdenes y la violencia que dieron mala fama al país, en gran parte debidos a la tolerancia gubernamental con los demanes de la ORIM, que controlaba por completo el distrito de Petrich, la Macedonia búlgara. El gabinete de Tsankov consideraba a la organización útil para avivar el revisionismo territorial y para eliminar a incómodos opositores políticos, pese a su difícil control.
Inmediatamente tras el golpe se desencadenó una dura persecución de los agrarios, que quedaron muy debilitados y divididos. Parte se exilió y otros fueron enviados a prisión por el nuevo Gobierno. El Gobierno continuó permitiendo y, en ocasiones, organizando, los asesinatos de los dirigentes agrarios por parte de la ORIM. En septiembre las autoridades aplastaron sin dificultad el alzamiento comunista, al que siguió una durísima represión con miles de muertos. En los años posteriores, los comunistas formaron una serie de organizaciones que fueron periódicamente prohibidas por las autoridades. Unas nuevas elecciones celebradas en noviembre dieron la esperada mayoría a los confabulados.
El 1 de agosto de 1924 se aprobó una ley que desmanteló en gran parte la reforma agraria de Stamboliski y devolvió a sus antiguos dueños dos tercios de las tierras expropiadas, incluyendo las de los monasterios o las estatales. El servicio de trabajo obligatorio implantando por Stamboliski se mantuvo, pero únicamente para los hombres.
Tras un periodo de predominio de la fracción moderada en el que se mantuvieron muchas de las medidas aplicadas por el anterior Gobierno agrario, el atentado comunista en la catedral capitalina el 16 de abril de 1925, en el que una bomba mató a 128 personas pero no consiguió eliminar al rey o los dirigentes de la Alianza, cambió radicalmente la situación: se desencadenó una represión extrema dirigida por Tsankov en la que miles de personas fueron arrestadas y algunas desaparecieron en manos de las fuerzas de seguridad mientras que otras fueron ejecutadas por las autoridades. Los Aliados, temerosos de los comunistas, permitieron aumentar temporalmente el tamaño del Ejército para que pudiese utilizarse contra estos. La necesidad de obtener un crédito internacional para mejorar la situación de los refugiados forzó al retiro de Tsankov de la presidencia del Gobierno: aunque la Sociedad de Naciones respaldó la petición búlgara (a cambio de la aceptación por parte de los refugiados de la nacionalidad búlgara), los prestamistas exigieron el relevo de Tsankov y sus seguidores, considerados culpables del terror, antes de aceptar conceder el dinero solicitado a Sofía.

### El largo gobierno de Liapchev
El 4 de enero de 1926, Tsankov cedió la presidencia del Consejo de Ministros a Andréi Liapchev, macedonio y miembro del Partido Democrático que acabó dirigiendo el Gobierno más largo del periodo, que duró hasta junio de 1931. Durante su manato, la represión de la oposición se moderó respecto del periodo anterior. La ORIM, por el contrario, aumentó su actividad con el beneplácito del primer ministro. Tsankov, nombrado presidente de la Cámara Baja búlgara, se tornó en la oposición interna a Liapchev, criticando su «tolerancia» con los comunistas, su actitud hacia la inversión extranjera —favorecida— y su permisividad hacia la ORIM, que dificultaba las relaciones con los países vecinos.

#### El problema macedonio
Durante su presidencia, Liapchev tuvo que enfrentarse a continuos problemas relacionados con Macedonia y los extremistas de la Organización Interna Revolucionaria de Macedonia, que continuaron con sus acciones violentas y sus enfrentamientos entre facciones. Su condición de macedonio no apaciguó a los extremistas. Entre 1923 y 1934, se calcula que asesinaron a unas ochocientas personas en Bulgaria. Su intimidación o eliminación de aquellas personalidades consideradas insuficientemente irredentistas fueron continuas. A finales de la década, el enfrentamiento entre sus facciones se sumó a los demás actos violentos. Aquellos que favorecían la autonomía de Macedonia se enfrentaban a los que defendían su anexión a Bulgaria, favorecidos por el Gobierno de Sofía. Los macedonios no solamente complicaban la situación interior del país, sino que también afectaban a las relaciones internacionales búlgaras. Continuaron con sus incursiones en Yugoslavia desde Petrich y en octubre de 1925 causaron un grave incidente con Grecia: ocuparon un puesto fronterizo griego y asesinaron a uno de los guardafronteras, lo que originó una dura reacción griega. Una división griega ocupó diversas zonas fronterizas durante cinco días, matando a doce búlgaros, siete de ellos civiles. Aunque la comisión de la Sociedad de Naciones ordenó la retirada griega y el pago de una indemnización, el enviado de la Sociedad recomendó el pronto intercambio de poblaciones. Por su parte, la administración yugoslava de su parte de la antigua Macedonia era deficiente y, en ocasiones, abusiva, mientras que Grecia utilizó la suya para asentar a cerca de medio millón de refugiados llegados de territorio turco tras la guerra greco-turca.
Los macedonios pasaron a ocupar gran número de puestos en la Administración, en parte para tratar de moderarlos, para disgusto de algunos búlgaros, y a tener gran influencia en el Ejército. Su influencia en las profesiones liberales, el comercio o la enseñanza superior también fue destacable. A finales de la década, sin embargo, tanto Yugoslavia como Bulgaria deseaban poner fin a la continua tensión fronteriza y Liapchev arrestó a algunos dirigentes macedonios para tratar de alcanzar un acuerdo con Belgrado. En 1929 y 1930, los acuerdos de Pirot que estipulaban el tratamiento de diversas cuestiones fronterizas fueron el primer paso en la mejora de las relaciones entre Belgrado y Sofía.

#### Política internacional
En política internacional, los Gobiernos búlgaros, deseosos de obtener el respaldo de alguna potencia para sus anhelos revisionistas, especialmente sobre Tracia, se acercaron a la Italia fascista de Mussolini. Las actividades de los nacionalistas macedonios impidieron la mejora de relaciones con Yugoslavia durante la década de 1920, aunque la supresión de sus actividades en 1934, ya bajo un Gobierno diferente, permitió normalizarlas.

#### Situación política
Tras la persecución de los agrarios y la prohibición de los comunistas en 1924, la política búlgara quedó en manos de los partidos tradicionales, faltos de ideología y programa social, poco más que camarillas interesadas en el reparto de cargos públicos. Para facilitar la formación de gabinetes a pesar de las rencillas entre partidos, muy divididos, Liapchev aprobó una ley similar a la italiana creada por Mussolini que concedía la mayoría de escaños al partido más votado. Esta ley produjo la rápida formación de coaliciones para asegurarse el Gobierno que desacreditó aún más a las formaciones políticas, pero aseguró a Liapchev la estabilidad en las Cortes. En las confusas elecciones de 1927, todavía bajo la intimidación de la coalición de gobierno, este logró salir nuevamente vencedor frente a las diversas coaliciones opositoras, aunque la oposición obtuvo mayor número de votos.

## El Bloque del Pueblo y la Gran Depresión
Las elecciones de 1931, inusitadadamente libres, condujeron a la formación de un nuevo Gobierno del opositor «Bloque del Pueblo», una coalición de partidos que incluía a una escisión de los agrarios, junto con Demócratas, Radicales y una parte de los Nacional-liberales. En parte, la decisión de realizar elecciones libres se debió a la creciente tensión social por la llegada de la Gran Depresión al país. El veterano Malinov formó un nuevo Gobierno en junio que dio paso a otro del Bloque en octubre. El Bloque se mantuvo en el poder durante los siguientes tres años y hubo de enfrentarse a la Gran Depresión y a la OIRM. La Alianza Democrática, por su parte, se desintegró, incapaz de mantener su escasa cohesión una vez alejada del poder.

### La Gran Depresión en Bulgaria
La decisión del Gobierno de Liapchev de adoptar el patrón oro en 1928 perjudicó a las finanzas nacionales: la divisa del país estaba sobrevalorada, lo que dificultaba las exportaciones y obligó al Gobierno a limitar sus gastos.
La Gran Depresión afectó menos a Bulgaria que a otros países, en parte porque su población, mayoritariamente rural, ya estaba acostumbrada a un bajo nivel de vida, pero aun así los ingresos per cápita del campesinado se redujeron a la mitad entre 1929 y 1933. En las ciudades la reducción fue del 27 %. Además, la crisis económica había comenzado antes en Bulgaria que en otros países, con el desplome de los precios del tabaco en el mercado mundial, producto que representaba para el país el 41 % de sus exportaciones. Los precios de los demás productos agrícolas se hundieron tras la quiebra del Creditanstalt en 1931. Con el comienzo de la crisis, el campesinado, convencido de que la bajada del precio de sus productos sería pasajera, redujo su venta, lo que causó escasez en las ciudades y la necesidad de importar grano de Yugoslavia con grandes costes. La reducción de ingresos de los campesinos condujo también a la dificultad de pagar sus créditos o de conseguir otros nuevos, a la reducción de su consumo y a la falta de demanda para los productos de las ciudades, que también se resintieron. La falta de demanda y la dificultad de lograr crédito llevó a los empresarios a reducir sueldos y despedir trabajadores.
Los sucesivos Gobiernos, primero el de Liapchev y más tarde los del Bloque, trataron de aliviar las penurias de la población, con escaso éxito. Liapchev instauró una agencia de comercialización del grano en el extranjero que, aunque no podía aumentar los precios en el mercado internacional, al menos garantizaba un comprador para la producción. En 1931 el Bloque aprobó una ley para controlar los grupos comerciales e industriales y creó una comisión para regular los precios de productos considerados esenciales. Se reformó además el pago de las deudas campesinas, reduciéndose estas y aumentándose los periodos de pago. Las medidas, aunque paliativas y contraproducentes a largo plazo, sirvieron para calmar al campesinado y evitar su radicalización.

### Radicalización política
Durante el periodo de crisis económica el Partido Comunista se convirtió en el partido de oposición por excelencia, ante el estancamiento de los socialistas y el debilitamiento de los agrarios por sus divisiones internas. Sus afiliados crecieron de seis mil en 1930 a treinta y cinco mil dos años más tarde; en las elecciones municipales de noviembre de 1930, consiguieron mayor porcentaje de votos (11 %) que ningún otro partido opositor. El descontento popular favoreció a los comunistas, que se presentaban entonces como Partido Búlgaro de los Trabajadores tras la prohibición del Partido Comunista en 1923. En las elecciones locales de noviembre de 1931, obtuvieron buen resultado y en febrero de 1932 lograron la mayoría absoluta en el ayuntamiento de la capital, que fue inmediatamente disuelto por el Gobierno. Este retiró también el acta a quince de los veintinueve diputados comunistas. Crecieron los altercados, huelgas y conspiraciones de los comunistas, duramente reprimidos por el Gobierno, en ocasiones con asesinatos de activistas, que logró reducirlos.
La extrema derecha también creció en el periodo, siendo el Movimiento Social Nacional de Tsankov el principal partido de esta tendencia. El 19 de mayo de 1934, el coronel Damian Velchev de la Liga Militar, que ya había participado en el derrocamiento de Stamboliski, dio un golpe de Estado, respaldado por la asociación política elitista «Zveno», fundada en 1927 y dirigida por otro coronel, Kimon Georgiev. El Bloque, que no había cambiado en exceso las políticas de los Gobiernos anteriores, para entonces había quedado desacreditado entre parte de la población: su incapacidad para resolver la crisis económica, sobre la que tenía escaso control, sus luchas internas por el poder entre los partidos de la coalición y su tolerancia de las actividades de los extremistas macedonios, entregados a la extorsión y los asesinatos, le habían hecho perder respaldo. Una de las habituales crisis del gabinete sobre el reparto de carteras fue la causa inmediata del golpe, pero la crisis, el descrédito del Gobierno, la violencia crónica y el hartazgo de la población permitieron el triunfo del mismo y explican la falta de oposición al mismo. Tsankov y sus seguidores nazis se habían preparado para intervenir esta vez y los oficiales y tecnócratas responsables del golpe se les adelantaron, para impedir la maniobra de Tsankov que podía haber desembocado en una guerra civil.

## Zveno
Georgiev pasó a presidir un nuevo gabinete. Velchev, el principal miembro del golpe, antiguo jefe de la academia de cadetes y con gran influencia entre los oficiales jóvenes, se limitó a tomar el puesto de consejero, sin entrar en el gabinete. El nuevo Gobierno puso en marcha inmediatamente su programa de «centralización, racionalización y modernización»; la organización, con unos trescientos miembros y dos mil subscriptores a su publicación del mismo nombre, era autoritaria y modernizadora, pero no fascista. Centralizó el poder prohibiendo los partidos políticos y clausurando las Cortes. Los poderes de estas pasaron al gabinete. Abolió la constitución de 1879. Las dieciséis regiones búlgaras se transformaron en siete nuevas provincias con Gobiernos nombrados desde la capital. Los alcaldes, elegidos desde 1878, pasaron a ser escogidos también por el Gobierno central. Obligatoriamente con formación secundaria al menos y conocimientos legales, estos nuevos alcaldes eran a menudo funcionarios de carrera sin relación alguna con sus gobernados y fundamentalmente interesados en mejorar su posición. Muchos de ellos habían participado en el periodo de terror durante el mandato de Tsankov, lo que les hacía aún más impopulares entre la población. Se redujo también el número de ministerios y de funcionarios, que se redujo en un tercio.
Zveno creó un nuevo parlamento corporativista de inspiración fascista. Impuso asimismo un único sindicato y formó una agencia para controlar la cultura y los medios de comunicación, que quedaron censurados, actuando también como agencia de propaganda, sin mucho éxito entre la población.

### Política internacional
En julio de 1934, la Unión Soviética y Bulgaria establecieron relaciones diplomáticas, acción que contó con el respaldo mayoritario de la población. Las relaciones con Yugoslavia también continuaron mejorando: Alejandro I de Yugoslavia visitó Sofía en octubre de 1933 y en 1934, en respuesta en parte a la creación de la Entente de los Balcanes y a la convención de Londres de 1933 que definió la categoría de país agresor, el Gobierno envió al Ejército a Petrich y dispersó a los miembros de OIRM. El golpe contra los extremistas macedonios, inesperado y popular, tuvo un éxito total y permitió el acercamiento entre Yugoslavia y Bulgaria. El posterior asesinato del soberano yugoslavo en Marsella a manos de un pistolero de la ORIM en alianza con los ustachas croatas no perjudicó el proceso de acercamiento búlgaro-yugoslavo. En enero de 1937, los dos países firmaron un tratado de amistad.

## El gobierno real
En enero de 1935, el rey, con el respaldo de los generales, decidió retirar su apoyo tácito a Zveno y lo hizo sin dificultad por el escaso respaldo que este había recabado tanto entre la población como entre el Ejército. Zveno no había tratado de formar una organización popular de masas en la que basar su poder. El monarca, por su parte, había mantenido tensas relaciones con Velchev y desconfiaba del gabinete de Zveno, sobre el que no tenía poder. El segundo lustro de la década estuvo marcado por los intentos de aprobar una nueva Constitución y los cambios de política internacional impuestos por la mudanza de la política europea en aquellos años.
El rey logró el regreso de Velchev de su exilio, lo juzgó y condenó, aprovechando su juicio para disolver la Liga Militar y expulsar a cierto número de oficiales republicanos de las fuerzas armadas. El monarca deseaba mantener el poder y las nuevas Cortes elegidas —que gozaban únicamente de capacidad de asesorar al Gobierno real— en las elecciones de marzo de 1938, con un censo restringido y sin partidos políticos sino únicamente con candidatos personales, fueron pronto parcialmente disueltas al no mostrarse suficientemente serviles. Las nuevas elecciones de marzo de 1939 estuvieron aún más controladas por el Gobierno, como sucedió de nuevo con las de enero de 1940. Desde el golpe contra Zveno el 22 de enero de 1935, Boris dominó la política búlgara a través de una sucesión de gabinetes militares y civiles, hasta su repentina muerte el agosto de 1943. Los partidos, oficialmente prohibidos, sobrevivieron no obstante en la clandestinidad.
Boris abolió asimismo las medidas potencialmente radicales social y políticamente del breve periodo de gobierno de Zveno. Mantuvo, sin embargo, otras como la nueva composición de las Cortes, el sindicato único, la reforma de la administración, las medidas contra los extremistas macedonios o las nuevas relaciones con Yugoslavia y la URSS.

## Vísperas de la guerra mundial

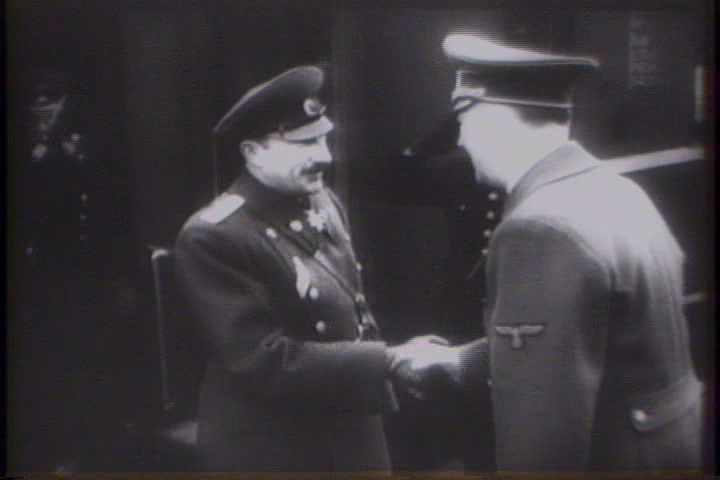
Boris III y Hitler en 1943, poco antes de la muerte del primero. Boris trató de mantener la neutralidad búlgara en la guerra mundial pero acabó aliándose con el Eje en marzo de 1941; Bulgaria recibió las ansiadas compensaciones territoriales por su participación en el conflicto.

Ante la creciente crisis política en Europa, Boris y su Gobierno trataron de mantener la neutralidad y reforzar su posición mediante acuerdos con el resto de países balcánicos, firmando en enero de 1937 un acuerdo de amistad con Yugoslavia. El revisionismo nacional, sin embargo, favorecía el acercamiento a las potencias fascistas. La importancia de Alemania en el comercio búlgaro aumentaba aún más la influencia de esta y la tendencia a alinearse con ella. La mayoría del armamento búlgaro provenía, además, de Alemania. Esta favoreció además la expansión de cultivos especializados que aumentaron el poder adquisitivo del campesinado, que mejoró en el segundo lustro de la década de 1930. La creciente tensión europea llevó a Bulgaria a rearmarse, pese a las disposiciones del tratado de paz de 1919: en 1934 carecía de aviación militar, pero en 1939 ya contaba con 258 aviones. Otro factor que favorecía la influencia alemana era la disposición, poco habitual, de los alemanes para formar oficiales del Ejército búlgaro.
En febrero de 1940, el rey nombró primer ministro al proalemán Bogdan Filov y se aprobó cierta legislación antisemita. El 7 de septiembre de 1940, Rumanía se vio forzada por los alemanes a ceder la Dobruja meridional a Bulgaria en los Acuerdos de Craiova, pero aun así el soberano no se decidió a abandonar la neutralidad en la guerra. Rechazó la propuesta italiana de participar en el ataque a Grecia a cambio de la recuperación de Tracia occidental y la soviética de formar parte de una nueva «zona de seguridad» bajo control de Moscú. Ante la decisión alemana de atacar Grecia en auxilio de las unidades italianas rechazadas por los griegos en el invierno de 1940 y de cruzar para ellos territorio búlgaro, Boris accedió finalmente a rubricar el Pacto Tripartito el 1 de marzo de 1941, un día antes de la entrada de las tropas alemanas en Bulgaria.
Cuando el golpe de Estado en Yugoslavia a finales de mes convenció a Hitler de la necesidad de invadir simultáneamente Yugoslavia y Grecia, Bulgaria decidió participar en la operación militar, entrando finalmente en guerra a cambio de concesiones territoriales: el control de casi toda Macedonia, de parte del valle del Morava y de Tracia occidental. Para entonces Alemania controlaba en la práctica la economía búlgara. Calculador e intrigante, Boris solamente participó en aquello que consideraba favorable para los intereses de Bulgaria: accedió al paso de las tropas alemanas, pero no intervino directamente en el ataque; declaró tardíamente (solamente tras el ataque a Pearl Harbor) la guerra a los Aliados occidentales, pero no a la URSS; deportó a los judíos de las zonas ocupadas, pero no a los de Bulgaria.

## Economía y sociedad
La sociedad búlgara del periodo de entreguerras era fundamentalmente agraria, dedicándose alrededor del 80 % de la población a las tareas del campo. Durante el mismo, la proporción de población rural y urbana apenas cambió, con cuatro de cada cinco habitantes viviendo en el campo. Aunque el crecimiento de la población de las ciudades en el periodo era ligeramente superior al del campo (17 % frente al 12 %), estas eran aún poco numerosas: a finales de la década de 19120 solamente 26 poblaciones superaban los veinte mil habitantes. La capital contaba por entonces con unos doscientos treinta mil habitantes frente a los veinte mil de 1880. Le seguían en población Plovdiv (ochenta y dos mil) y Varna (sesenta mil). El país contaba además con alrededor de 5000 pueblos y aldeas, 269 de ellos con entre 2000 y 10 000 habitantes y 882 con entre 1000 y 2000 según el censo de 1920.
Era la sociedad más igualitaria en términos de renta de los Balcanes, formada fundamentalmente por pequeños propietarios campesinos. La población creció con rapidez, pasando de los 4 846 971 personas en el censo de 1920 a las 6 077 939 en el de 1934, el último realizado antes de la Segunda Guerra Mundial. A este aumento natural se añadió la llegada de numerosos refugiados tras la guerra mundial y la guerra civil rusa.
Las minorías del país eran escasas y de tamaño bastante estable: solamente la minoría griega se redujo de manera notable por el intercambio de poblaciones. El tratamiento de las minorías fue además en general correcto y generoso.
Aunque el reparto de la tierra era muy igualitario, más que en ningún otro país de la región al final de la época, la cantidad de terreno per cápita se redujo por el aumento de la población y la imposibilidad de aumentar en igual proporción las tierras cultivables. Ante la imposibilidad de encontrar trabajo en otros sectores, la nueva población se veía obligada a permanecer en el campo. El número de hogares campesinos aumentó en un 17,9 %, mientras que la extensión media de sus parcelas se redujo en un 14 %. Aumentó la sobrepoblación agraria y la tecnología de cultivo era anticuada. La producción era baja, como lo eran también el consumo de la mayoría de la población y la acumulación de capital. Según un estudio de 1934 al menos el 45,9 % de los campesinos no ganaban lo suficiente para cubrir sus gastos, teniendo que endeudarse. El sistema cooperativo, sin embargo, estaba muy extendido. Los sucesivos Gobierno búlgaros sí que se esforzaron, a diferencia de la mayoría de los de los países vecinos, en mejorar el sector agrícola de la nación, invirtiendo más en tecnología y capital en el agro. Las pérdidas territoriales tuvieron efectos perjudiciales para el país: Dobruja, a pesar de representar únicamente del 8 % del territorio, producía el 20 % de los cereales de la nación; la pérdida de Tracia complicó las exportaciones al alargar las comunicaciones por mar.
La industrialización, escasa, se aceleró en vísperas de la guerra mundial, fomentada por Alemania, que encaminó al país en el desarrollo de la industria ligera destinada a la transformación de sus materias primas, exportadas mayoritariamente al Reich, que dominaba el comercio exterior búlgaro: si en 1934 controlaba el 42,7 % de las exportaciones y el 40,1 % de sus importaciones, en 1939 había pasado al 67,8 % y al 65,5 % respectivamente. El comercio con los Aliados era escaso, pese a que Francia controlaba tres quintos de la deuda nacional; con sus vecinos se limitaba a importar petróleo rumano. En 1935 únicamente el 6,3 % del PIB del país provenía de la actividad industrial, mientras que la agricultura aportaba el 53 % y la artesanía el 7,6 %. Como en los países vecinos, el capital extranjero tenía gran importancia en el comercio y la industria: en 1936 el 31 % del capital de los bancos, el 49 % del de la industria y el 55 % del de los transportes provenía del extranjero.
Los sistemas de seguridad social y seguro eran los más avanzados de la región en la época. También lo era el sistema sanitario, aunque fuese muy inferior a los de la Europa occidental desarrollada. El sistema educativo, obligatorio hasta los catorce años, era accesible incluso a las clases más pobres, gozaba de gran prestigio y permitía el ascenso social, pero sufría de ciertas carencias, como locales adecuados y maestros adecuadamente remunerados. El nivel de alfabetización era el mejor de toda la península balcánica: del 79,6 % de los hombres y del 57,2 % de las mujeres en 1934. A pesar de sufrir, como el resto de sus países vecinos, de un exceso de licenciados y graduados universitarios que acababan en la política y la Administración Pública, al menos esta era de mejor calidad y la proporción de universitarios de estudios aplicados era mayor que en aquellos. El voto femenino (restringido a las mujeres casadas con hijos) se concedió en 1934.

## Balance
Mientras que la sociedad búlgara de la época era en general igualitaria, progresista y permitía el ascenso social, la política nacional era turbulenta, llena de partidos personalistas sin diferencias ideológicas, que solamente servían de base a las ambiciones de sus dirigentes. La falta de un poder monárquico fuerte entre la abdicación de Fernando en 1918 y la toma del mismo por Boris a mediados de la década de 1930 dejó aún más en evidencia el imperfecto sistema de partidos. Durante el periodo de entreguerras cuarenta formaciones políticas obtuvieron representación en las Cortes búlgaras. Incluso los partidos socialistas se dividieron (entre comunistas, más populares, y socialistas, menos), al igual que los agrarios, entre los que surgieron numerosas corrientes y escisiones tras la muerte de Stamboliski. El Gobierno de este resultó un fracaso mezcla de idealismo encomiable y práctica que desacreditó al agrarismo en la región. Durante el periodo el poder quedó en disputa entre los partidos radicales (agrarios y marxistas), los antiguos partidos, los militares y, a finales de la década de 1930, la Corona.
Pese a las medidas del Gobierno agrario de posguerra, la situación material del campo no mejoró notablemente en el periodo. La legislación social tampoco se aplicó en su totalidad, en parte por la falta de sindicatos fuertes que reclamasen su puesta en práctica. Por otra parte, el servicio de trabajo obligatorio, también creado durante el Gobierno agrario y mantenido tras su derrocamiento, sirvió para la realización de numerosas y necesarias obras públicas. Como en otros países de la región, existía un exceso de intelectualidad universitaria aspiraba principalmente a obtener un empleo estatal dada la escasez de puestos en el sector privado.